# Edsel Ford
Edsel Ford, właśc. Edsel Bryant Ford (ur. 6 listopada 1893 w Detroit, zm. 26 maja 1943 w Grosse Pointe Shores) – amerykański przedsiębiorca i filantrop.

## Życiorys

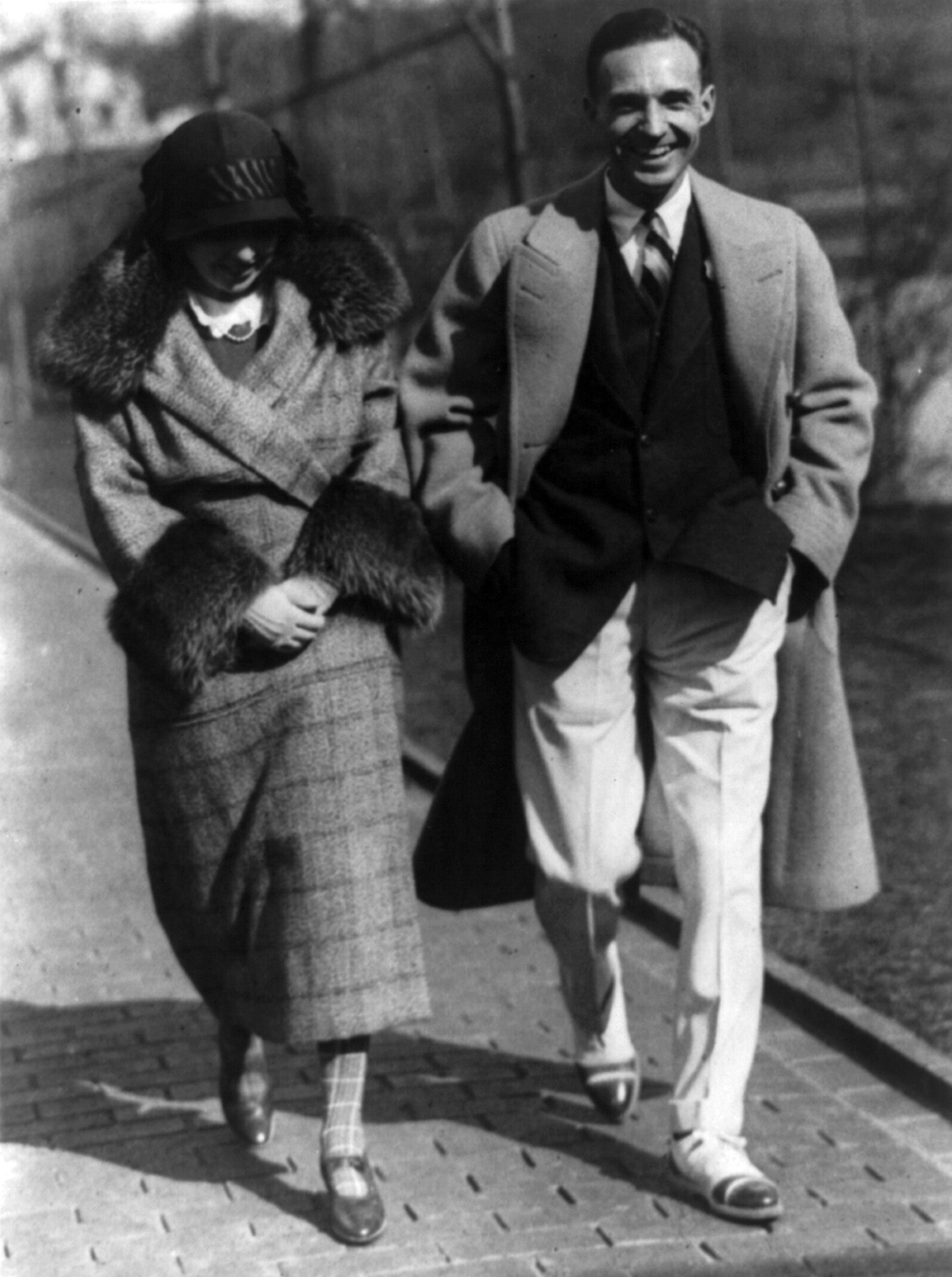
Edsel i Eleanor Ford (1924)

Urodził się w Detroit, w stanie Michigan jako jedyne dziecko Clary Bryant i Henry’ego Fordów.
1 listopada 1916 roku ożenił się z Eleanor Lowthian Clay. Para mieszkała przy 2171 Iroquois Street, w dzielnicy Indian Village, w Detroit. Miała czwórkę dzieci: Henry'ego II, Bensona, Josephine i Williama.
W latach 1919–1943 był prezesem Ford Motor Company.